# 利季娅·安东诺娃
利季娅·尼古拉耶芙娜·安东诺娃（羅馬化：Lidiya Nikolayevna Antonova；1950年5月15日—）是俄罗斯政治人物，联邦委员会议员和第七届国家杜马议员。她也曾于2012年11月至2014年10月间担任莫斯科州政府第一副主席。